# Night in the Woods
Night in the Woods è un videogioco d'avventura del 2017. Finanziato tramite crowdfunding su Kickstarter, il gioco ha raggiunto l'obiettivo della campagna in 26 giorni.